# Südwest Ludwigshafen
Südwest Ludwigshafen – niemiecki klub piłkarski, grający obecnie w Verbandslidze Südwest (odpowiednik szóstej ligi), mający siedzibę w mieście Ludwigshafen am Rhein, leżącym w Nadrenii-Palatynacie.

## Historia
- 29.05.1964 – został założony jako Südwest Ludwigshafen (fuzja klubów Phönix Ludwigshafen i TuRa Ludwigshafen)

## Sukcesy
- 10 sezonów w Regionallidze Südwest (2. poziom): 1964/65-1973/74.
- 4 sezony w Amateurlidze Südwest (3. poziom): 1974/75-1977/78.
- 16 sezonów w Oberlidze Südwest (3. poziom): 1978/79-1993/94.
- 2 sezony w Oberlidze Südwest (4. poziom): 1994/95-1995/96.
- 5 sezonów w Verbandslidze Südwest (5. poziom): 1996/97-2000/01.
- mistrz Südwest Pokal (Puchar Południowego Zachodu): 1984, 1987, 1990